# Сельское поселение «Алеурское»
Се́льское поселе́ние «Алеурское» — муниципальное образование в Чернышевском районе Забайкальского края Российской Федерации.
Административный центр — село Алеур.

## История
Статус и границы сельского поселения установлены Законом Читинской области от 19 мая 2004 года «Об установлении границ, наименований вновь образованных муниципальных образований и наделении их статусом сельского, городского поселения в Читинской области».

## Население
| 2010  | 2011  | 2012  | 2013  | 2014  | 2015  | 2016  | 2017  | 2018  |
| ----- | ----- | ----- | ----- | ----- | ----- | ----- | ----- | ----- |
| 1082  | ↘1076 | ↘1074 | ↗1089 | ↘1078 | ↘1058 | ↗1060 | ↘1019 | ↘1014 |
| 2019  | 2020  | 2021  |       |       |       |       |       |       |
| ↗1024 | ↗1041 | ↘975  |       |       |       |       |       |       |

## Состав сельского поселения
| № | Населённый пункт | Тип населённого пункта          | Население |
| - | ---------------- | ------------------------------- | --------- |
| 1 | Алеур            | посёлок железнодорожной станции | ↗39       |
| 2 | Алеур            | село, административный центр    | ↘945      |
| 3 | Улей             | село                            | ↘36       |